# Úsilov
Úsilov település Csehországban, a Domažlicei járásban. Úsilov Mezholezy, Černíkov, Němčice és Kdyně településekkel határos. Lakosainak száma 130 fő (2024. január 1.).

## Népesség
A település lakosságának változását az alábbi diagram mutatja:
| Lakosok száma | 305  | 295  | 255  | 153  | 122  | 149  | 134  | 134  | 119  | 130  |
|               | 1869 | 1890 | 1921 | 1950 | 1980 | 2001 | 2017 | 2019 | 2022 | 2024 |